# Lake Oahe

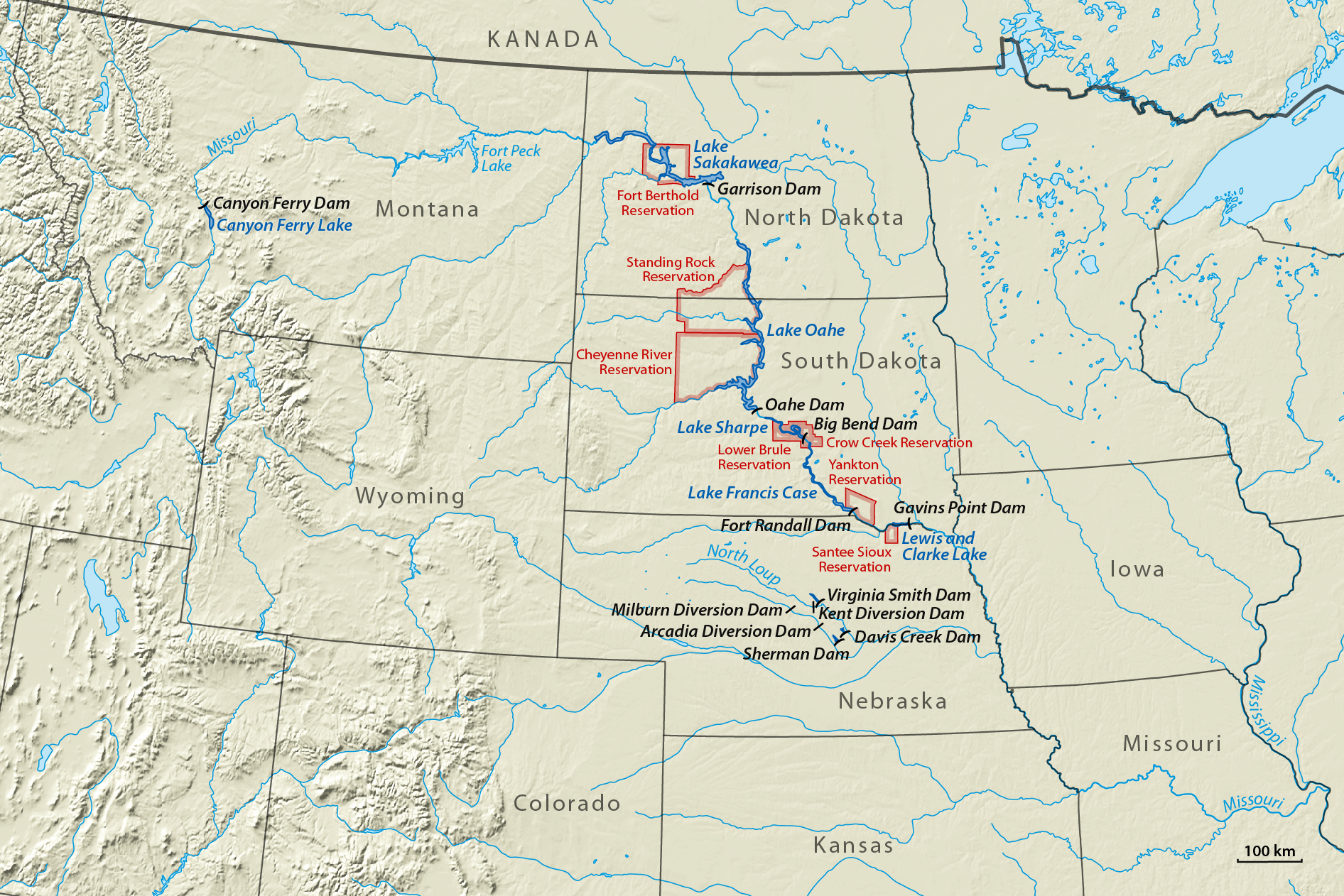
Lage der Staudämme des Pick–Sloan-Programms sowie der von Überflutungen betroffenen Indianerreservate

Der Lake Oahe, der vom Oahe-Staudamm aufgestaut wird, ist eine der größten Talsperren am Missouri River im Norden von Pierre, South Dakota, USA. Der See, der sich 372 km den Verlauf des Missouri entlang bis Bismarck in North Dakota zieht, ist gemessen an der Wasseroberfläche der drittgrößte Stausee in den USA, nach dem Speicherraum (für den es die Angaben 27.400 oder 28.776 oder 29.093 Millionen m³ gibt) der dritt- oder viertgrößte.
Der Staudamm ist Teil des großangelegten Missouri-Staumdammprojekts Pick-Sloan-Programms, dass der US-Kongress mit dem Flood Control Act 1944 in Kraft setzte. Der Bau des Oahe-Staudamms begann 1948. Er ist nach der Oahe Indian Mission benannt, die 1874 von den Sioux eingerichtet worden war. Der 75 m hohe Damm wurde am 17. August 1962 von John F. Kennedy eingeweiht. Das Kraftwerk begann 1962 Strom zu produzieren und liefert Strom in die Staaten Nebraska, Minnesota, Montana sowie Nord- und Süd-Dakota. Neben der Stromerzeugung dient der See auch zur Überschwemmungsregulierung (Hochwasserschutz), Bewässerung und Wasserversorgung. Der Stausee hat eine Speicherkapazität von rund 29 km³ auf einer Fläche von
1453 km² und somit eine durchschnittliche Wassertiefe von 19,8 m. Der Grand River, der Moreau River und der Cheyenne River fließen von Westen in den See ein.

## Auswirkungen auf Indianergebiete
Der Staudamm überflutete große Teile der fruchtbaren Böden der Indianerreservate Cheyenne River Reservation und Standing Rock Reservation. Lake Oahe verursachte den größten Verlust von Indianerland durch ein öffentliches Bauprojekt in der Geschichte der USA. Kultur und Wirtschaft der betroffenen Indianervölker wurden erschüttert. Viele ertragreiche Wälder und Anbauflächen sowie indianische Siedlungen wurden überflutet. Die beiden Reservate Standing Rock und Cheyenne River verloren 68 Prozent ihres Weidelandes. Rund 37 Prozent der indianischen Familien mussten auf höher liegende, weniger ertragreiche Flächen umsiedeln. Alte Kultstätten wurden überflutet. Der Staudamm führte zu einer Verarmung der Bevölkerung, die bis heute anhält. Vor der Überflutung waren sie primär Selbstversorger und unabhängig. Danach wurden die meisten zu Sozialhilfeempfängern. Entschädigungen wurden nicht in ausreichender Höhe geleistet.

## Erdölpipeline
Die 1900 km lange Erdöl-Leitung Dakota Access Pipeline von den Fracking-Förderstätten im Norden North Dakotas in den Bundesstaat Illinois führt unter dem Lake Oahe entlang. Indianer und Umweltschützer demonstrierten ab April 2016 monatelang in dem Protest-Zeltlager „Oceti Sakowin“ gegen den Weiterbau. Sie sehen durch die geplante Pipeline-Unterquerung des Sees heilige Stätten sowie die Wasserqualität bedroht.